# Boéthusiens
Pour les articles homonymes, voir Boéthusiens (homonymie).
Cet article concerne la secte juive des boéthusiens. Pour la famille de grand prêtres du Temple de Jérusalem, voir Boethos (famille sacerdotale).
Les boéthusiens (baitôsîm dans la littérature rabbinique) sont les membres d'un mouvement juif de la fin de la période du Second Temple  mentionné dans la littérature rabbinique ancienne. Pour la tradition rabbinique, ce mouvement est étroitement lié aux sadducéens, voire un de ses développements. Selon une hypothèse plausible, le mouvement boéthusien est associé à la famille sacerdotale de Boethos.
Certains historiens proposent d'identifier le mouvement boéthusien de la littérature rabbinique au mouvement des esséniens. Cette hypothèse, déjà ancienne, ne fait pas consensus.

## Dans la littérature rabbinique
On ne dispose pas de sources issues du mouvement boéthusien lui-même. Comme les sadducéens, les boéthusiens ne sont connus que par leurs opposants. Ils sont uniquement mentionnés dans les sources rabbiniques. Selon la tradition rabbinique, les boéthusiens sont décrits comme s'opposant aux pharisiens. Ils constituent une sorte de noblesse. Ils sont associés à la prêtrise comme les sadducéens et leurs enseignements sont proches. Ils apparaissent comme un sous-groupe ou une ramification du mouvement sadducéen,.
Le terme traduit par « boéthusiens » est écrit « ביתוסין (bethusin) » dans la plupart des éditions imprimées du Talmud. Cependant, les manuscrits les plus fiables de la Mishna et de la Tossefta utilisent la graphie « ביתסין (bethsin) », sans la lettre vav. Plus rarement, on rencontre la graphie  « בית סין (beth sin) », en deux mots. L'origine du nom est généralement expliquée comme dérivant directement d’un personnage ayant le nom grec de Boethus. « Boethus » se dit « ביתוס (Baythos) » ou « בויתוס (Boythos) » dans la littérature rabbinique. La graphie  « ביתסין (bethsin) » utilisée par les rabbins ne présente pas la diphtongue dans la première syllabe (ay ou oy) et rarement le vav dans la deuxième syllabe. Cela peut constituer une déformation volontaire du nom du fondateur du mouvement dans une perspective de le tourner en dérision.
Jacqueline Genot-Bismuth fait remarquer qu'il convient de noter que les élites religieuses de l'époque sont hellénisées et établissent une correspondance directe entre mots hébreux et mots grecs. Le mot serait la transcription hébraïque de ΒοηΘός qui a la signification que  Yoezer (« Dieu vient en aide »).

## Origine du mouvement

### Origine légendaire
L'origine des boéthusiens est racontée dans les Avot deRabbi Nathan, un texte rabbinique d’origine palestinienne rédigé au plus tard au VIIIe siècle. Le mouvement boéthusien serait apparu à la suite d'un schisme entre deux élèves d'Antigone de Sokho, à cause d'une dispute théologique : les prêtres Yossé ben Yohanan et Yossé ben Yoezer furent à l'origine de « deux factions, les Tsiduqim et les Bayetosim du nom de Bayetos ». Les Boéthusiens seraient ainsi les partisans de Yossé Ben Yoezer après l'exécution de ce dernier.Le texte donne aussi l’explication traditionnelle de l'origine du nom « boéthusiens » ביתסין (bethsin) : il serait obtenu en ajoutant un suffixe pluriel au nom propre « Boethus ». Ce midrash difficile à interpréter dit que :

« Antigone de Sokho reçut la tradition de Simon le Juste. Il avait coutume de dire : ne soyez pas comme des serviteurs qui se mettent au service du maître pour en recevoir contrepartie, mais soyez des serviteurs au service du maître pas pour recevoir en contrepartie une ration de pain, et que la crainte du ciel soit sur vous afin que votre salaire soit double dans l’avenir qui vient […] Antigone de Sokho eut deux disciples qui reprirent son enseignement et le répétèrent à leurs disciples et ces disciples à leurs disciples. Ceux-ci se mirent à étudier cet enseignement jusqu'à se poser cette question […] Est-il possible qu’un ouvrier fasse son ouvrage […] et qu’il n’en retire pas salaire au soir. Si nos pères avaient su qu’il y a un autre monde et que la résurrection des morts existe, ils ne se seraient pas exprimés ainsi […]  Ils éclatèrent en deux factions les Sadducéens et les Boethusiens, du nom de Sadoq et du nom de Boethus. Ils se servaient de vaisselle d’or et d’argent quotidiennement. »

— Avot de Rabbi Nathan, version A, chapitre 5:2, page 13B
En identifiant « le maître » à Dieu, les boéthusiens en sont venus à penser que l'absence de rétribution voulait dire qu'il n'y avait pas de résurrection des morts. La conséquence, c'est que leurs disciples ont fini par renoncer à la Torah et à créer les sectes des boéthusiens et des saducéens, dont les adeptes ne croyaient pas en la résurrection. Dans certaines versions, Boethos et Sadoq sont eux-mêmes les créateurs des deux sectes.
La valeur historique de ce passage est difficile à évaluer. Selon la Jewish Encyclopedia, ce qui est historique dans cette histoire, c'est l'affirmation que ces deux sectes niaient l'immortalité de l'âme et la résurrection. Toutefois, le Midrash fournit une indication probablement correcte lorsqu'il dit que ces deux sectes ont recruté leurs adeptes surtout parmi les riches, mais l'origine des sectes est légendaire. 
La tradition rabbinique décrit une origine commune aux boéthusiens et aux sadducéens. Elle rattache l’apparition des mouvements à l'enseignement d’Antigone de Sokho, mais en donnant une origine très postérieure à ce maître (« de disciples en disciples »). Cette lecture va dans le sens d'une apparition tardive du mouvement, plutôt vers l'époque hérodienne. À l’inverse, cette lignée de disciples pourrait être intercalée dans le récit pour dédouaner Antigone de Sokho de sa responsabilité vis-à-vis des enseignements « déviants » de ses deux élèves. Dans cette seconde hypothèse, les Avot de Rabbi Nathan situeraient l'apparition du mouvement sous Antigone de Sokho. En considérant que le maître d'Antigone de Sokho est le grand-prêtre Simon II, Antigone de Sokho serait un contemporain d'Onias III. L'origine des mouvements boéthusiens et sadducéens serait ici à rechercher dans la période précédant la crise maccabéenne.

### Lien avec la famille de Boethos
L'origine du mouvement n'est pas clairement établie, mais son nom suggère un lien avec Boethus, une famille sacerdotale qui a fourni plusieurs grands prêtres à l'époque hérodienne. Certains des membres de cette famille auraient pu en être les dirigeants. Une autre personnalité simplement nommée Boethus pourrait également être à l'origine du mouvement.
Cependant, en effectuant des parallèles avec les manuscrits de la mer Morte, l'origine du mouvement pourrait être antérieure à la désignation de Simon ben Boethus comme grand prêtre par Hérode le Grand (c. -24).
Simon, fils de Boethus d'Alexandrie, est désigné grand prêtre aux alentours des années 25 ou 24 av. J.-C., par Hérode le Grand, pour que son mariage avec Mariamne, fille de Boethus ne puisse pas être considéré comme une mésalliance. C'est ainsi que ce « prêtre alexandrin » devint grand prêtre, « sans que rien ne le destinât à cette fonction ». Il fonda une véritable dynastie, puisque cette famille fournit cinq autres grands prêtres au Ier siècle.
Les boéthusiens peuvent avoir été, au sein du mouvement sadducéen, un groupe centré sur cette dynastie. Ils constitueraient la partie du mouvement sadducéen particulièrement fidèle à Hérode. Celui-ci aurait eu intérêt à s’appuyer sur cette aristocratie d’origine étrangère, de manière à tenir à l’écart les classes sacerdotales au pouvoir à l’époque hasmonéenne.

## Doctrine
S’il est difficile de dater le mouvement, les boéthusiens sont connus pour certains éléments de doctrine et d’observance religieuse. Comme les sadducéens, ils sont en désaccord avec les pharisiens sur la résurrection des morts. La principale source de conflit entre les boéthusiens et les pharisiens concerne le calendrier. L’origine du conflit porte sur l'interprétation du terme chabbat à propos de l’offrande de la gerbe d’orge dans Lévitique 23:10-11 : 

« […] vous apporterez un ômer des prémices de votre moisson au prêtre, lequel balancera cet ômer devant le Seigneur, pour vous le rendre propice ; c'est le lendemain du chabbat que le prêtre le balancera. »

— Lévitique 23:10-11
Les boéthusiens affirment que l'offrande de l’omer doit avoir lieu le lendemain du chabbat suivant le premier jour de la Pâque, c'est-à-dire un dimanche, alors que pour les pharisiens, elle doit avoir lieu au deuxième jour de la fête, au lendemain de la Pâque. Selon les pharisiens, « chabbat » signifie ici « fête » et s’applique donc à la Pâque elle-même. Pour les boéthusiens, « il est interdit de moissonner l'omer à la sortie du jour de la fête » (Mishna Menahot 11:3), il faut en effet attendre le lendemain du chabbat suivant.
Il s’ensuit aussi un décalage de tout le calendrier liturgique. La fête de Chavouot, qui intervient cinquante jours après l’offrande de l’omer, est elle aussi décalée. Selon les pharisiens, les boéthusiens allaient jusqu'à utiliser de faux témoins pour induire en erreur les Sages pharisiens à propos de la conjonction lunaire (Tossefta Roch Hachana 1:15). 
Les différences concernaient le déroulement du culte au sein du Temple de Jérusalem et l'utilisation de l’encens autour du propitiatoire (Tossefta Yom Hakippourim 1:8).

## Boéthusiens et esséniens
L'hypothèse de l’identification des boéthusiens avec des esséniens repose sur la division tripartie de la société juive à l’époque du Second Temple, telle qu’elle apparaît chez Flavius Josèphe et dans d’autres sources contemporaines. Ces sources mentionnent une division de la société juive en trois groupes : les sadducéens, les pharisiens et les esséniens. Or, alors que les sources rabbiniques mentionnent les sadducéens et les pharisiens, elles ne citent jamais les esséniens. Par contre, elles font référence au groupe des boéthusiens, jamais mentionné chez Josèphe. Une explication déjà ancienne est que « boéthusien » est un autre nom pour « essénien ». Cette hypothèse est formulée pour la première fois par Azaria di Rossi au XVIe siècle. Dans cette hypothèse, le nom « bethsin » serait la combinaison des deux termes « beth » et « [Es]sin ». Elle signifierait littéralement « maison de Essi[n] », c’est-à-dire « disciples de Essi[n] ». Cette expression est analogue à « Beth Hillel » ou « Beth Shammaï ». Essin serait l'équivalent du terme grec désignant les esséniens, « Εσσήνοι (Essēnoï) » ou « Εσσαίοι (Essaioï) ». Les deux mots, à l'origine séparés, auraient été contractés en « beth Sin » puis reliés en un seul mot pour former « bethsin ». Cette analyse est cependant contredite par une étude linguistique : celle-ci tend à démontrer que, dans la littérature rabbinique, ce mot n'est pas constitué de deux éléments.
Une autre expression de cette hypothèse s’appuie sur le parallèle entre les décisions légales des boéthusiens et celles décrites dans les manuscrits de la mer Morte. En se basant sur les règles de pureté définies dans certains manuscrits, J. M. Baumgarten soutient l'hypothèse que leurs auteurs pourraient être les Sadducéens. Lawrence Schiffman a proposé d'y voir une branche de ceux-ci, les Boéthusiens. Comme les manuscrits, ils préconisent l'utilisation d'un calendrier solaire, contrairement aux pharisiens qui utilisent un calendrier luni-solaire. Ce calendrier solaire était aussi en usage dans d’autres groupes de la période du Second Temple. Il est décrit dans des livres tels que le Livre des Jubilés ou le Livre d'Hénoch. Cependant, contrairement à la secte de Qumran, les boéthusiens ne refusaient pas la légitimité du culte du Temple de Jérusalem. Au contraire, ils participaient au culte malgré leurs différends avec les pharisiens. De plus, il existe une différence entre les boéthusiens et les manuscrits de la mer Morte sur la question du calendrier et du début du comptage de l'omer. Les manuscrits de la mer Morte font débuter le comptage à partir du dimanche suivant les sept jours de la fête de Pâques, alors que dans l’interprétation traditionnelle, les boéthusiens débutent le comptage pendant les fêtes, le dimanche suivant Pâque.
Il est donc peu probable que les boéthusiens désignent chez Hazal le groupe connu par ailleurs sous le nom d'esséniens.

## Sources
- Cet article contient des extraits de la Jewish Encyclopedia de 1901–1906 dont le contenu se trouve dans le domaine public.
- Cet article est partiellement ou en totalité issu de l'article intitulé « Boethos (famille sacerdotale) » (voir la liste des auteurs).